# Louise Hammarström

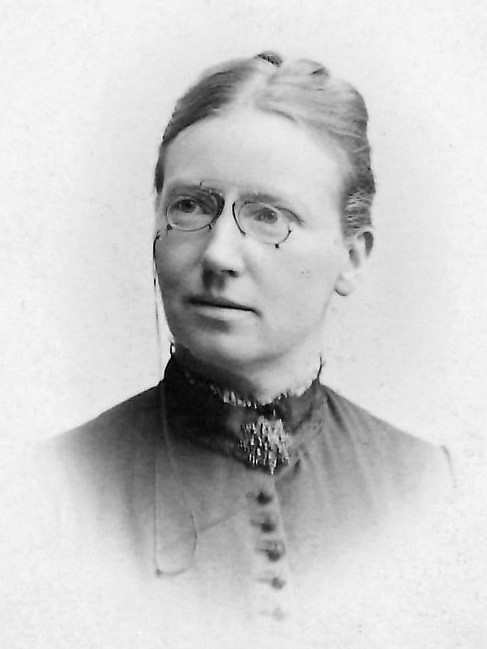
Louise Hammarström

Lovisa (Louise) Katarina Hammarström (* 25. Mai 1849 in Hosjö bei Falun; † 5. November 1917 in Stockholm) war eine der ersten schwedischen Chemikerinnen.

## Werdegang
Sie war die Tochter von Anna Catarina Hammarström, geb. Carlbom, und D. J. Hammarström. Der Vater war ein medizinisch gebildeter Priester. Er verstarb früh. Louise Hammarström hatte einen Bruder und eine Schwester.
Ihr Interesse an Chemie wurde vermutlich schon in der Kindheit geweckt, da sie Kontakt zu den in den nahegelegenen Bergwerken beschäftigten Chemikern hatte. Sie besuchte die Technische Schule Stockholm. Später nahm sie Privatunterricht bei Werner Cronquist (1846–1910), einem Chemieingenieur, der sich u. a. auf Geologie spezialisierte. Sie hörte Chemievorlesungen an der Universität Stockholm. In der zweiten Hälfte der 1870er Jahre arbeitete sie als Assistentin von Werner Cronquist in dessen Labor. Später änderte ihren beruflichen Schwerpunkt, da sie mit gesundheitsgefährdenden Stoffen wie Arsen zu tun hatte und sich die Arbeitsschutzgesetze für Frauen änderten. In der Zeit von 1881 bis 1887 war sie als Mineralien- und Bergbauchemikerin in verschiedenen Betrieben beschäftigt. 1893 gründete sie ein eigenes Chemielabor in Kopparberg. Dort untersuchte sie hauptsächlich Erze, Metalle und andere chemische Produkte für örtliche Bergwerke.  Sie leistete einen wesentlichen Beitrag zu einem 1906 erschienenen Standardwerk über Analysen schwedischer Eisen- und Manganerze. Nach ihrem Tod wurde ihr Labor von ihren beiden Assistentinnen Elsa Cronqvist und Maria Lejdström übernommen.